# Taufkirchen an der Pram
Taufkirchen an der Pram est une commune autrichienne du district de Schärding en Haute-Autriche.